# Joe Dundee
Joe Dundee, de son vrai nom Salvatore Lazzara, est un boxeur américain né le 16 août 1903 à Rome et mort le 31 mars 1982 à Baltimore, Maryland.

## Carrière
Passé professionnel en 1919, il devient champion du monde des poids welters le 3 juin 1927 après sa victoire aux points contre Pete Latzo. Dundee conserve son titre face à Billy Drako puis s'incline contre Jackie Fields le 25 juillet 1929. Il met un terme à sa carrière en 1931 sur un bilan de 92 victoires, 23 défaites et 13 matchs nuls.